# Roger de Wendover
Roger de Wendover va ser un monjo benedictí de l'abadia de Sant Albà (Anglaterra) que va viure al segle xiii, conegut per la seva obra com a cronista. Probablement el seu nom indica que va néixer a Wendover. La seva única obra coneguda, Flores Historiarum és un recull de la història del passat anglosaxó d'Anglaterra més una part personal en què descriu els fets de la seva època, inclosos els esdeveniments relacionats amb la redacció de la Carta Magna. Se'n conserven només tres manuscrits.

## Biografia

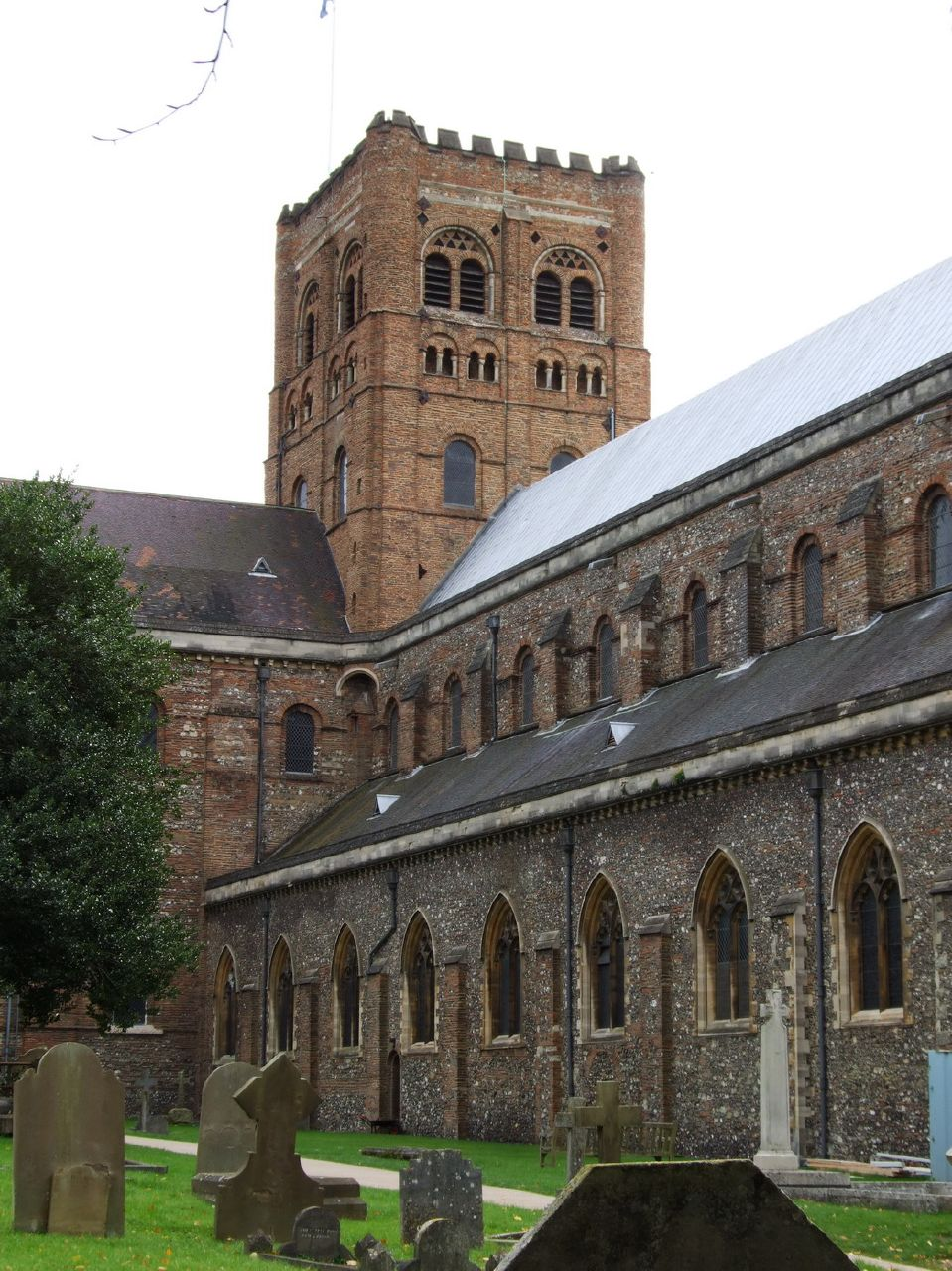
Abadia de Sant Albà.

Roger va ser el primer d'una sèrie de cronistes que van florir a l'abadia de Sant Albà. Probablement era nascut a Wendover, municipi que actualment pertany al comtat de Buckinghamshire. També va ser prior del monestir de Belvoir, una modesta institució propera al castell del mateix nom, que pertanyia a la diòcesi de Lincoln, però va ser desposseït d'aquest càrrec pel rei Enric III per malversar els diners destinats a aquest priorat i va tornar a Sant Albà a passar els darrers dies fins a la seva mort el 6 de maig del 1236.

## Obra
L'obra de Roger ha arribat als nostres dies en forma d'una còpia del segle xiii que es conserva en la Biblioteca Bodleian de la Universitat d'Oxford (catàleg: col·lecció Douce, manuscrit 207); també es conserva un altre exemplar que és una còpia mutilada del segle xiv, guardat a la Biblioteca Britànica (catàleg: col·lecció Cotton, manuscrit Otho B. v.), i en una edició de Mateu de París, inclòs dins la primera part de la Chronica Majora.
Flores Historiarum
La seva obra més coneguda, titulada Flores Historiarum («Flors de la història») està basada en gran part en textos que va trobar a la biblioteca d'aquest monestir. El nucli de la part més antiga d'aquesta obra se suposa que és una compilació de l'obra de Joan de Wallingford, que va ser abat de St Albà del 1195 al 1214, tot i que això no s'ha pogut demostrar.
L'obra de Joan comença l'any 1188, i el seu treball va estar revisat i continuat per Roger fins al 1235, l'any abans de la seva mort. Roger confessa en el prefaci haver triat «dels llibres d'escriptors catòlics mereixedors de credibilitat, com si fossin flors de diferents colors collides de diversos camps». Això és també l'explicació del títol, força adient per una llarga compilació d'obres fetes per diverses mans. Va començar a escriure-la a St Albà, basat en la crònica de Mateu de París i la va tenir enllestida a Westminster, on algú la va continuar fins a l'any 1326. Antigament es va atribuir l'autoria d'aquesta obra a Mateu de Westminster, però després es va saber que no va existir mai un cronista amb aquest nom.
L'obra de Roger de Wendover, com la d'altres cronistes, està valorada no tan sols per la tasca de recollir i conservar el que havien fet altres, sinó també per la seva aportació narrant els esdeveniments contemporanis al seu temps, concretament del 1216 al 1235, entre els quals està la creació de la Carta Magna. Un exemple seria la narració de l'activitat de les tropes del rei Joan sense Terra al nord del país durant la guerra que va haver a finals del seu regnat.
«Tota la terra estava coberta amb aquests membres del dimoni com llagostes, que s'unien per esborrar tot de la faç de la Terra, puix que corrien per tot arreu amb les espases i les dagues desenfundades, saquejaven ciutats, cases, cementiris i esglésies, robaven a tothom sense trobar salvació ni dones ni nens.» 
Revelació de sant Nocolau a un monjo d'Evesham
La Revelació de sant Nocolau a un monjo d'Evesham és una obra d'autor desconegut que va ser escrita el 1196 Roger de Wendover la va afegir de manera resumida al Flores Historiarum. Es tracta d'una curiosa al·legoria que tracta sobre el viatge de l'ànima d'un monjo després de la mort, la qual passa pel purgatori abans d'arribar al paradís. El monjo va guiat per sant Nicolau que el treu de diferents llocs del purgatori on s'entreté conversant amb persones de diverses categories socials, els quals expliquen les històries de les seves vides i els seus patiments. L'ànima avança lentament cap al paradís, finalment arriba a les portes del cel i després d'això desperta.